# コパ・アメリカ1983
コパ・アメリカ1983は、1983年に開催された第32回目のコパ・アメリカである。ホーム・アンド・アウェー制が採用されている。大会は8月10日から11月4日まで行われ、ウルグアイが12回目の優勝を飾った。

## 出場国
- アルゼンチン
- ボリビア
- ブラジル
- チリ
- コロンビア
- エクアドル
- パラグアイ
- ペルー
- ウルグアイ
- ベネズエラ

## グループリーグ
3チームずつ3つのグループに振り分けられ、同グループのチームとホーム・アンド・アウェーで対戦し、1位チームのみが準決勝へと進出する。前回優勝のパラグアイはシードとして準決勝進出が決定している。
勝ち点は、勝ちが2点、引き分けが1点、負けが0点となる。

### グループA
| チーム        | 勝点 | 試合数 | 勝 | 引分 | 敗 | 得点 | 失点 | 差 |
| ------------- | ---- | ------ | -- | ---- | -- | ---- | ---- | -- |
| 1. ウルグアイ | 6    | 4      | 3  | 0    | 1  | 7    | 4    | 3  |
| 2. チリ       | 5    | 4      | 2  | 1    | 1  | 8    | 2    | 6  |
| 3. ベネズエラ | 1    | 4      | 0  | 1    | 3  | 1    | 10   | -9 |

| 1983年9月1日 |

| ウルグアイ                           | 2 – 1 | チリ              |
| アセベード 45分 · モレナ 63分 (pen.) |       | オレジャーナ 76分 |

| エスタディオ・センテナリオ、モンテビデオ 観客数: 30,000 主審: アルナルド・セサル・コエーリョ （ブラジル） |

| 1983年9月4日 |

| ウルグアイ                                         | 3 – 0 | ベネズエラ |
| カブレラ 35分 · モレナ 51分 (pen.) · ルサルド 68分 |       |            |

| エスタディオ・センテナリオ、モンテビデオ 観客数: 60,000 主審: ガブリエル・ゴンサレス （パラグアイ） |

| 1983年9月8日 |

| チリ                                                                      | 5 – 0 | ベネズエラ |
| アリアサ 22分 · ドゥボー 25分 · アラベーナ 35分, 83分 · エスピノーサ 51分 |       |            |

| エスタディオ・ナシオナル、サンティアゴ 観客数: 20,000 主審: エンリケ・ラボー （ペルー） |

| 1983年9月11日 |

| チリ                           | 2 – 0 | ウルグアイ |
| ドゥボー 9分 · レテリエル 80分 |       |            |

| エスタディオ・ナシオナル、サンティアゴ 観客数: 55,000 主審: テオドロ・ニッティ （アルゼンチン） |

| 1983年9月18日 |

| ベネズエラ      | 1 – 2 | ウルグアイ                      |
| フェブレス 77分 |       | サンテーリ 74分 · アギレラ 87分 |

| エスタディオ・ブリヒド・イリアルテ、カラカス 観客数: 3,000 主審: カルロス・モンタルバン （ペルー） |

| 1983年9月21日 |

| ベネズエラ | 0 – 0 | チリ |
|            |       |      |

| エスタディオ・ブリヒド・イリアルテ、カラカス 観客数: 3,000 主審: エリーアス・ハーコム （エクアドル） |

### グループB
| チーム          | 勝点 | 試合数 | 勝 | 引分 | 敗 | 得点 | 失点 | 差 |
| --------------- | ---- | ------ | -- | ---- | -- | ---- | ---- | -- |
| 1. ブラジル     | 5    | 4      | 2  | 1    | 1  | 6    | 1    | 5  |
| 2. アルゼンチン | 5    | 4      | 1  | 3    | 0  | 5    | 4    | 1  |
| 3. エクアドル   | 2    | 4      | 0  | 2    | 2  | 4    | 10   | -6 |

| 1983年8月10日 |

| エクアドル                | 2 – 2 | アルゼンチン          |
| バスケス 68分 · ベガ 79分 |       | ブルチャガ 40分, 51分 |

| エスタディオ・オリンピコ・アタワルパ、キト 観客数: 50,000 主審: ヒルベルト・アリスティサバール （コロンビア） |

| 1983年8月17日 |

| エクアドル | 0 – 1 | ブラジル          |
|            |       | ディナミッチ 14分 |

| エスタディオ・オリンピコ・アタワルパ、キト 観客数: 50,000 主審: アルフォンソ・ポスティーゴ （ペルー） |

| 1983年8月24日 |

| アルゼンチン | 1 – 0 | ブラジル |
| ガレカ 55分  |       |          |

| エル・モヌメンタル、ブエノスアイレス 観客数: 70,000 主審: フアン・ダニエル・カステジーノ （ウルグアイ） |

| 1983年9月1日 |

| ブラジル                                                                    | 5 – 0 | エクアドル |
| レナト・ガウショ 12分 · ディナミッチ 46分, 55分 · エデル 58分 · チッタ 60分 |       |            |

| エスタジオ・セラ・ドウラーダ、ゴイアニア 観客数: 35,000 主審: ルイス・グレゴリオ・ダ・ローザ （ウルグアイ） |

| 1983年9月7日 |

| アルゼンチン                         | 2 – 2 | エクアドル                          |
| ラモス 50分 · ブルチャガ 90分 (pen.) |       | キニョーネス 44分 · マルドナド 90分 |

| エル・モヌメンタル、ブエノスアイレス 観客数: 40,000 主審: フアン・ダニエル・カステジーノ （ウルグアイ） |

| 1983年9月14日 |

| ブラジル | 0 – 0 | アルゼンチン |
|          |       |              |

| エスタジオ・ド・マラカナン、リオ・デ・ジャネイロ 観客数: 75,000 主審: マリオ・リラ （チリ） |

### グループC
| チーム        | 勝点 | 試合数 | 勝 | 引分 | 敗 | 得点 | 失点 | 差 |
| ------------- | ---- | ------ | -- | ---- | -- | ---- | ---- | -- |
| 1. ペルー     | 6    | 4      | 2  | 2    | 0  | 6    | 4    | 2  |
| 2. コロンビア | 4    | 4      | 1  | 2    | 1  | 5    | 5    | 0  |
| 3. ボリビア   | 2    | 4      | 0  | 2    | 2  | 4    | 6    | -2 |

| 1983年8月14日 |

| ボリビア | 0 – 1 | コロンビア      |
|          |       | バルデラマ 73分 |

| エスタディオ・エルナンド・シレス、ラパス 観客数: 40,000 主審: ガブリエル・ゴンサレス （パラグアイ） |

| 1983年8月17日 |

| ペルー        | 1 – 0 | コロンビア |
| ナバーロ 77分 |       |            |

| エスタディオ・ナシオナル、リマ 観客数: 30,000 主審: ホセ・ルイス・マルティネス・バサン （ウルグアイ） |

| 1983年8月21日 |

| ボリビア    | 1 – 1 | ペルー        |
| ロメロ 65分 |       | ナバーロ 89分 |

| エスタディオ・エルナンド・シレス、ラパス 観客数: 45,000 主審: ホルヘ・エドゥアルド・ロメロ （アルゼンチン） |

| 1983年8月28日 |

| コロンビア                          | 2 – 2 | ペルー                                     |
| プリンセ 46分 · フィオリージョ 69分 |       | マラスケス 25分 (pen.) · カバジェーロ 85分 |

| エスタディオ・エル・カンピン、ボゴタ 観客数: 50,000 主審: アルナルド・セサル・コエーリョ （ブラジル） |

| 1983年8月31日 |

| コロンビア                     | 2 – 2 | ボリビア                    |
| バルデラマ 2分 · モリーナ 60分 |       | メルガル 78分 · ロハス 80分 |

| エスタディオ・エル・カンピン、ボゴタ 観客数: 45,000 主審: ホセ・ベルガーラ （ベネズエラ） |

| 1983年9月4日 |

| ペルー                           | 2 – 1 | ボリビア        |
| レギーア 6分 · カバジェーロ 21分 |       | パニアグア 46分 |

| エスタディオ・ナシオナル、リマ 観客数: 50,000 主審: ギジェルモ・ブッヘ （チリ） |

## 決勝トーナメント

### 準決勝
| 1983年10月13日 |

| ペルー | 0 – 1 | ウルグアイ    |
|        |       | アギレラ 65分 |

| エスタディオ・ナシオナル、リマ 観客数: 28,000 主審: セルヒオ・バスケス （チリ） |

| 1983年10月20日 |

| ウルグアイ                                            | 1 – 1 | ペルー          |
| カブレラ 49分 · 2試合1勝1分によりウルグアイが決勝進出 |       | マラスケス 24分 |

| エスタディオ・センテナリオ、モンテビデオ 観客数: 58,000 主審: アルトゥーロ・イトゥラルデ （アルゼンチン） |

| 1983年10月13日 |

| パラグアイ  | 1 – 1 | ブラジル    |
| モレル 70分 |       | エデル 88分 |

| エスタディオ・ディフェンソーレス・デル・チャコ、アスンシオン 観客数: 55,000 主審: ガストン・カストロ（チリ） |

| 1983年10月20日 |

| ブラジル                       | 0 – 0 | パラグアイ |
| 抽選によりブラジルが決勝進出。 |       |            |

| エスタジオ・パルケ・デ・サビア, ウベルランジア 観客数: 75,000 主審: フアン・カルロス・ロウスタウ（アルゼンチン） |

### 決勝戦
| 1983年10月27日 |

| ウルグアイ                            | 2 – 0 | ブラジル |
| フランチェスコリ 41分 · ディオゴ 80分 |       |          |

| エスタディオ・センテナリオ、モンテビデオ 観客数: 65,000 主審: エクトル・オルティス（パラグアイ） |

| 1983年11月4日 |

| ブラジル            | 1 – 1 | ウルグアイ    |
| ジョルジーニョ 23分 |       | アギレラ 56分 |

| エスタジオ・フォンテ・ノヴァ、サルヴァドール 観客数: 95,000 主審: エディソン・ペレス（ペルー） |

## 最終結果
| コパ・アメリカ1983優勝国 |
| ------------------------ |
| · ウルグアイ · 12回目    |

### 得点ランキング
| 順位 | 選手名                         | 得点数 |
| ---- | ------------------------------ | ------ |
| 1    | カルロス・アルベルト・アギレラ | 3      |
| 1    | ロベルト・ディナミッチ         | 3      |
| 1    | ホルヘ・ブルチャガ             | 3      |
| 2    | エデル                         | 2      |
| 2    | ホルヘ・アラベーナ             | 2      |
| 2    | ロドルフォ・ドゥボー           | 2      |
| 2    | カルロス・バルデラマ           | 2      |
| 2    | フアン・カバジェーロ           | 2      |
| 2    | エドゥアルド・マラスケス       | 2      |
| 2    | フランコ・ナバーロ             | 2      |
| 2    | フェルナンド・モレナ           | 2      |